# Joetex Asamoah Frimpong
Joetex Asamoah Frimpong (Accra, 17 aprile 1982) è un ex calciatore ghanese, di ruolo attaccante.

## Carriera

### Club
Inizia la sua carriera in Nigeria con Gabros of Nnewi e El-Kanemi, dove diventa capocannoniere e guadagna un trasferimento all'Enyimba F.C.. Qui vince la Champions League Africana nel 2003 e nel 2004, realizzando in totale 14 gol.
Il 3 febbraio 2006 passa in prestito alla squadra saudita Al-Nasr, con opzione di riscatto. Lascia però il club asiatico due mesi dopo, il 7 aprile 2006 , dopo aver segnato 3 gol in 10 gare.
Firma così per i tunisini del CS Sfaxien e si rivela subito determinante nella CAF Champions League 2006, realizzando il gol del pareggio nell'andata della finale contro gli egiziani dell'Al-Ahly, competizione comunque persa per la sconfitta 1-0 nella gara di ritorno.
Nel novembre del 2006 esprime il desiderio di trasferirsi in Europa ed il 16 febbraio 2007 firma un contratto triennale con lo Young Boys, squadra della Super League (Svizzera). Debutta nel massimo campionato svizzero di calcio il 25 febbraio 2007 nella vittoria 3-1 sul FC Thun, celebrando l'esordio con due reti.
Nel settembre del 2007 è stato squalificato per quattro gare con una multa di 1.100 dollari dopo aver aggredito Jürgen Gjasula del St. Gallo durante una gara di campionato, in seguito ad una provocazione dello stesso giocatore Sangallese.

### Nazionale
Inizialmente era stato convocato nella Nigeria under 23, ma viene cacciato quando il c.t. viene informato della sua vera nazionalità.
Ha fatto parte della Nazionale di calcio del Ghana alla Coppa delle nazioni africane 2006, ma non della squadra che ha partecipato ai Mondiali dello stesso anno, dopo aver passato gran parte della stagione fermo per infortunio e non aver brillato nella Coppa d'Africa.
Il 7 febbraio 2007 ha siglato il suo primo gol per il Ghana nella vittoria 4-1 contro la Nigeria a Londra.

## Palmarès

### Club
- Campionato nigeriano: 2

Enyimba: 2003, 2005
- FA Cup nigeriana: 1

Enyimba: 2005
- CAF Champions League: 2

Enyimba: 2003, 2004
- FA Cup tunisina: 1

CS Sfaxien: 2006

### Individuale
- Capocannoniere della African Champions League (14 gol)
- Miglior giocatore del Campionato nigeriano 2005
- Capocannoniere della Nigerian National Premier League (16 gol)